# Dentículo

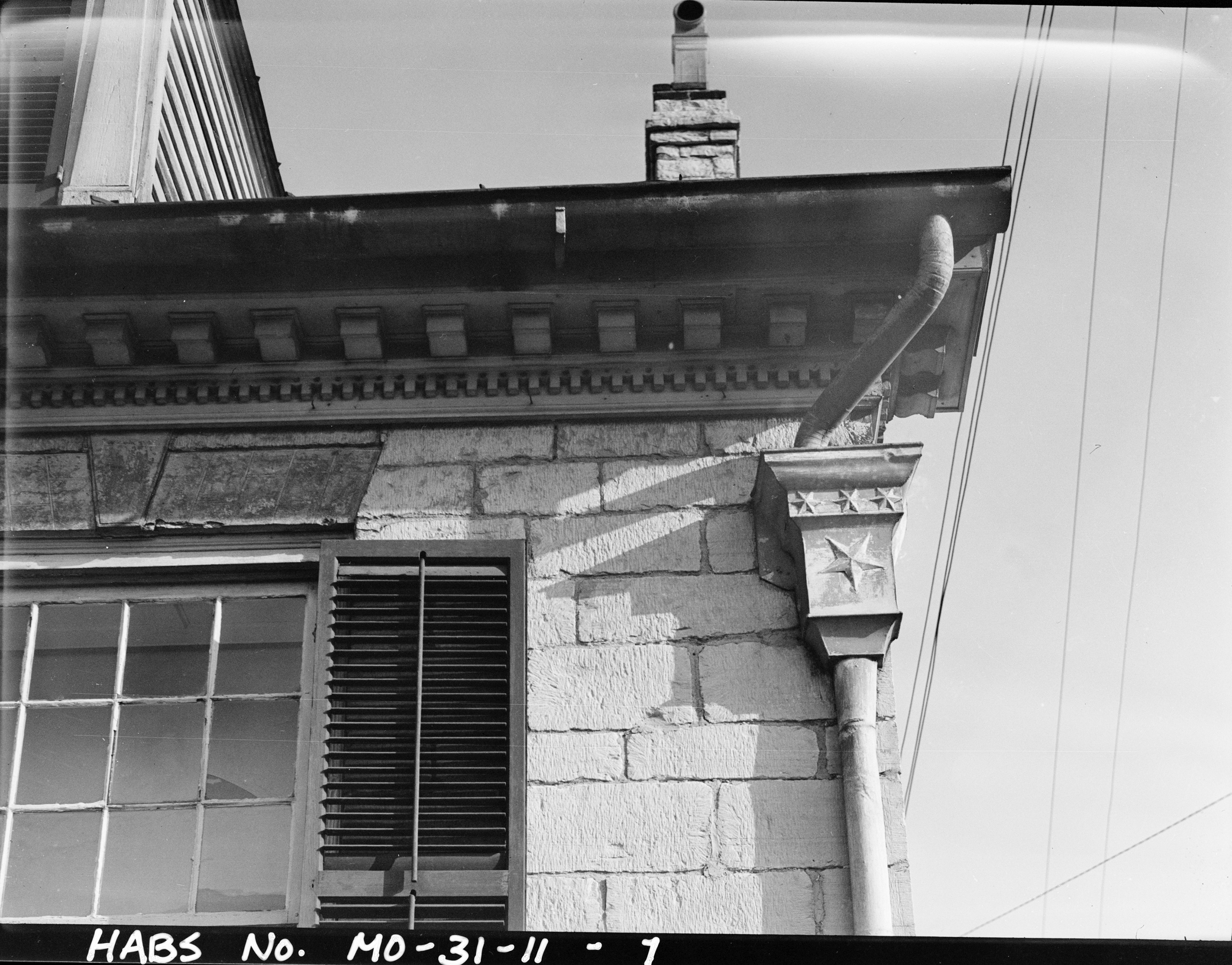
Dentículos numa residência em Missouri, EUA.

Dentículo (do latim "denticulu", "dentinho"), na arquitetura clássica, é um pequeno bloco utilizado como ornamento repetitivo presente na parte inferior de uma cornija.
O arquiteto romano Vitrúvio (iv. 2) afirma que um dentículo representa o fim de um caibro (asser) e, como este tipo de ornamento ocorre de forma mais pronunciada nos templos jônicos da Ásia Menor, nos túmulos lícios e nos pórticos e túmulos da Pérsia, onde ele representa claramente a reprodução em pedra de uma construção em madeira, há pouca dúvida sobre sua origem. O mais antigo exemplar está no túmulo de Dario, o Grande, c. 500 a.C., recortado na rocha e no qual o pórtico de seu palácio está representado. O primeiro emprego em Atenas é na cornija do pórtico ou tribuna suportado por cariátides do Erecteu (480 a.C.). Quando foi introduzido depois na parte inferior da cornija do Monumento Corágico de Lisícrates, os dentículos já eram de dimensões bem menores. Nos templos subsequentes na Jônia, como é o caso dos templos em Priene, grandes dentículos ainda eram comuns.
O dentículo era a principal característica decorativa utilizada na parte inferior da cornija pelos romanos e durante o renascimento italiano. Coo regra geral, a projeção do dentículo é igual à sua largura, o que lhe dá uma aparência quadrada, e os intervalos entre eles equivalem à metade de seu lado. Em alguns casos, a faixa projetada não teve os sulcos projetados efetivamente esculpidos para separar os dentículos, como no Panteão, em Roma, e, por isso, esta forma é chamada de faixa dentícula. Num pórtico do Mosteiro de Estúdio (Studion), em Constantinopla (Istambul), o dentículo e o intervalo entre eles são iguais e o intervalo é esticado de cima para baixo, uma forma conhecida como "dentículo veneziano", que foi copiado do dentículo bizantino de Santa Sofia. Neste caso, porém, ele não mais fazia parte da parte inferior da cornija: sua utilização em Santa Sofia era decorar o molde projetado dos mármores encrustados e os dentículos eram recortados de forma alternada de ambos os lados do molde. 